# Нерио II Аччайоли
Нерио II Аччайоли (1416 — 1451) — герцог Афинский в 1435—1439 и 1441—1451 годах. Был членом флорентийского аристократического семейства Аччаюоли, являясь старшим сыном Франческо Аччаюоли, двоюродного брата герцога Антонио I. Тот сделал его сеньором Сикамино, небольшого владения в Аттике. Матерью его была Маргарита Мальпиги.

## Обретение власти
До 1419 года Нерио жил в Италии, и прибыл в Грецию, чтобы вступить во владение наследством умершего отца. Бездетный герцог Антонио I любил его и называл своим наследником. После смерти дяди ему пришлось бороться за престол с его вдовой, властолюбивой Марией Мелиссиной и могущественным родом Халкокондилов. Они заручились поддержкой Константина Палеолога, деспота Мореи.
Историк Лаоникус Халкокондил был личным врагом Нерио и не скупился на ехидные эпитеты в адрес герцога, называл его «слабохарактерным и женоподобным». Нерио поддержали латинские бароны и турецкий султан, и он занял престол дяди. Мария Мелиссина была отстранена от власти.

## Изгнание
Из-за интриг своего младшего брата Антонио, Нерио II поссорился с турецким султаном, и был в 1439 году выдворен турками из Афин. Его место занял коварный Антонио II.
Нерио пришлось уехать во Флоренцию. Он присутствовал при заключении между папой римским и византийским императором Иоанном VIII Флорентийской унии 6 июля 1439 года. Во Флоренции Нерио встретился со своими дальними родственниками Акциайоли.

## Возвращение
Нерио II вернулся после трёхлетнего отсутствия в 1441 году, когда узнал о смерти брата. Он изгнал его вдову Марию Зорци, и повторно утвердился на престоле.
В 1444 году Нерио принял участие в войне против турок на стороне морейского деспота Константина Палеолога, будущего византийского императора. Союз герцога с храбрым греческим лидером рассердил султана Мехмеда II. Он отправил Омер-пашу с войском в Аттику. Испуганный Нерио II тут же оставил Константина, и отправил к Мехмеду посольство с просьбой о прощении. Константин, раздражённый отречением герцога, захватил Фивы и Ливадию, и вынудил Нерио II принести ему вассальную присягу.
Но в 1446 году султан Мехмед отвоевал Фивы у деспота, и оставил их себе. Лишенный города и униженный Нерио II был вынужден признать себя вассалом султана и выплачивать ему дань. Племянник герцога Франческо, сын Антонио II, был отправлен в Адрианополь в качестве заложника. В сильном государстве, оставленным Антонио I наследникам, при Нерио II стали заметны признаки упадка.
Затем Мехмед заставил герцога участвовать в походе турецкого паши Турахана на Коринф и Сикион, принадлежавшие Константину Драгашу. Города были взяты и жестоко разграблены.

## Культурная жизнь
Герцог испытывал большой интерес к прошлому Греции, изучал её историю и античное наследие. В его столице были собраны самые известные памятники эллинского мира, какие только можно найти в Греции. Он изучил греческий язык и хорошо изъяснялся на нём. Другом герцога был известный итальянский гуманист и мыслитель Кириак из Анконы, который коллекционировал древнегреческие артефакты и занимался копированием античных надписей, чтобы уберечь их от забвения. Он посетил почти все страны Средиземноморья, повсюду исследуя археологические памятники. Кириак считается одним из основателей археологии. В правление Нерио II трижды посетил Афины.

## Семья
Женой Нерио была Клара Зорци, дочь Николо, маркиза Бодоницы. Нерио II умер в 1451 году в Афинах ещё молодым человеком. Ему наследовал сын Франческо I при регентстве вдовствующей герцогини Клары Зорци.